# Windows 8
Windows 8 är ett operativsystem från Microsoft. Det är efterföljaren till Windows 7. Den färdiga versionen av Windows 8 släpptes 26 oktober 2012. Windows 8 var under en period känt under arbetsnamnen Midori och Wind. Operativsystemet måste aktiveras på en gång för att kunna användas till skillnad från tidigare förfarande. 
Den 29 februari 2012 släppte Microsoft Windows 8 Consumer Preview för alla som ska göra sig redo för det nya operativsystemet, exempel butiksanställda och chefer. När Microsoft släppte denna Preview hade de bland annat ändrat startloggan, nu är detta en fisk från temat Aero. Microsoft har bland annat även ändrat genom att ta bort startknappen som fanns där i Developer Preview.
En komponent som eventuellt kommer att ingå i Windows 8-certifieringen är en UEFI-funktion som förhindrar uppstart av icke-certifierade operativsystem. Microsoft hävdar att slutanvändaren kommer att kunna modifiera vilka operativsystem som kan starta. Funktionen har kritiserats av bland annat mjukvarutillverkaren Red Hat för att den möjliggör hårdvarutillverkare att låsa slutanvändares datorer möjligheter till att använda programvara endast från Microsoft.

## Hårdvarukrav
De minsta systemkraven för Windows 8 är något högre än Windows 7. Särskilt kräver Windows 8 nu stöd för vissa maskinvarufunktioner, närmare bestämt PAE, NX bit och SSE-2. Windows Store apps kräver en skärmupplösning på 1024×768 eller högre för att köra, medan en skärmupplösning på 1366×768 eller högre krävs för att använda Fäst funktioner för program.
| Arkitektur             | 32-bit                                     | 64-bit                                     |
| Processor              | 1 GHz x86-processor                        | 1 GHz x86-64-processor                     |
| Grafikkort             | DirectX 9-kapabelt grafikkort med WDDM 1.0 | DirectX 9-kapabelt grafikkort med WDDM 1.0 |
| RAM-minne              | 1 GB                                       | 2 GB                                       |
| Ledigt hårddiskutrymme | 16 GB ledigt hårddiskutrymme               | 20 GB ledigt hårddiskutrymme               |

En multitouch-skärm krävs om man vill dra full nytta av pekskärmsinmatning.

### Secure boot
Secure boot är en kontroversiell UEFI-baserad funktion för att "förhindra oauktoriserad systemprogramvara, operativsystem, eller UEFI drivrutiner från att köras vid uppstart".
Tillverkare av hårdvara som väljer optionen "Microsoft Certification" kommer att avkrävas implementation av UEFI.  Microsoft låter dock tillverkare av datorer tillhandahålla möjligheten att deaktivera "secure boot" på x86 hårdvara, men de får inte erbjuda någon sådan möjlighet på ARM hårdvara.  Inget mandat görs angående installationen av tredjeparts certifikat som skulle göra det möjligt att använda alternativ mjukvara.
I september 2011 tog Matthew Garrett, en anställd hos konkurrenten Red Hat upp farhågorna att Microsoft låser ute alternativa system, vilket ledde till mediabevakning. Microsoft tog upp frågan i ett inlägg i en blogg där man fastslog att "kunden kontrollerar sin PC. Microsofts filosofi är att erbjuda kunderna den bästa upplevelsen i första hand och låta dem ta beslut själva" vilket bekräftade att PC datorer skulle tillåta användare att deaktivera denna funktion. I januari 2012 släppte företaget specifikationerna för Microsoft Windows på ARM enheter; Secure Boot kan aldrig deaktiveras på ARM enheter, vilket orsakade oro, speciellt inom Linux gemenskapen.
Fedora Linux, gjorde för att komma runt "secure boot" för deras kommande release, så att de köpte en säkerhetsnyckel från VeriSign till ett rabatterat pris av 99 USD (cirka 860 kr 2012) genom Microsofts "Windows Dev Center", vilket orsakade en del kontrovers i Fedora gemenskapen.